# Tigard (Oregon)
Tigard – miasto w Stanach Zjednoczonych w północno-zachodniej części stanu Oregon.